# Poľov

Plaatsbepaling van het stadsdeel Pol'ov binnen de stad Košice.

Poľov (Hongaars: Pólyi) is een stadsdeel van Košice. De gemeente behoort tot het district Košice II en heeft een landelijk karakter. 

## Topografie

### Ligging
Pol'ov ligt in het Košice-bekken, aan de voet van de heuvel Kodydom (362 m), op een hoogte van 275 meter boven de zeespiegel. De gemeente heeft een oppervlakte van 12,18 km²  en ligt op een afstand van 10 km ten zuid-westen van het oude stadscentrum Staré Mesto.
Pol'ov is omringd door:
- Lorinčík in het noorden,
- Pereš in het noord-oosten (slechts enkele tientallen meters),
- Barca, in het oosten,
- Šebastovce in het zuid-oosten,
- Šaca in het zuiden.

### Wijken
Wijken in de gemeente:
Pažiť, Pútny kopec, Studne, Nad záhradami, Prostredné tably, Gedeonský les, Pod Lapišom, Na Gedeonskom.

### Straten
De volgende straten liggen geheel of gedeeltelijk binnen het stadsdeel:
" Dolina, Kameničná, Kovaľská, Ku Gardu, Pažitná, Poľovská, Sadovnícka, Sklepárska ".

### Waterlopen
De Belžiansky-beek (Slowaaks: Belžiansky potok) vloeit Poľov binnen via de noordelijke grens met Lorinčík. Ze vervolgt haar loop naar de oostelijke grens, waar ze Pol'ov verlaat en Šebastovce binnen vloeit, zonder evenwel de bebouwde kom van Pol'ov aan te doen.

### Oppervlaktewateren
Vodná nádrž Poľov (Pol'ov waterreservoir).

## Geschiedenis
Het oord werd in de geschriften voor het eerst vermeld in 1248 als " villa Paul ". In 1280 werd ze eigendom van de familie Aba.
Aan het einde van de 18e eeuw schrijft András Vályi (° 1764 - † 1801) over deze plaats: « POLYI. Poly, Polyov. Hongaars dorp in het comitaat Abaúj-Torna, geleid door Landheer Baron Fisser. Het dorp ligt in het district Košice. De inwoners zijn katholiek. Hun bezittingen kunnen gemakkelijk -eerste klas- verkocht worden. » 
In zijn geografische woordenboek, gepubliceerd in 1851, schrijft Fényes Elek (° 1807 - † 1876) over het dorp: « Pólyi (Polyow): dorp in het comitaat Abaúj-Torna. Naar Košice: anderhalf uur. Inwoners: 656 katholieken, 4 protestanten, 7 gereformeerden, 29 Joden. Katholieke parochiekerk. Er zijn veel velden. » 
Volgens Samov Borovszky's (° 1860 - † 1912) monografieën over het graafschap Abaúj-Torna: « Het post- en telegraafkantoor zijn in Kosice. De katholieke parochiekerk is zeer oud. Ze werd herbouwd in 1858. » 
Vóór 1920 behoorde Poľov tot het Hongaarse comitaat Abaúj-Torna. Op het einde van de Eerste Wereldoorlog werd het dorp geannexeerd bij de Eerste Tsjecho-Slowaakse Republiek en nadien, van 1938 tot 1945, maakte het weer deel uit van Hongarije. 
Vanaf 1945 werd het opnieuw toegewezen aan Tsjecho-Slowakije en sedert 1993 is het een deel van Slowakije.

## Evolutie van de naam

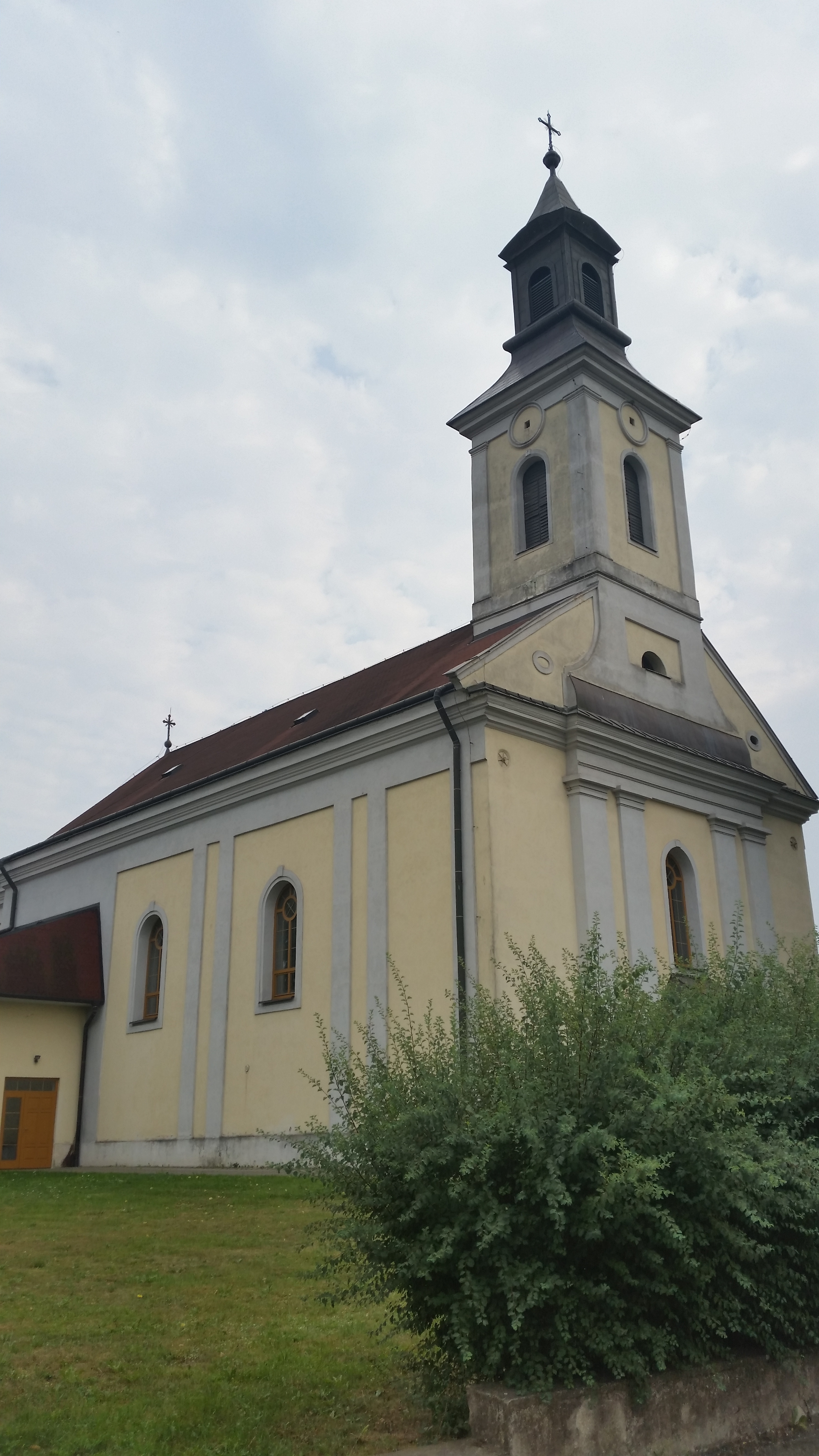
Kerk van de aartsengel Michaël aan de Dolina ulica.

- 1773: Pólyi, Polow
- 1786: Polyi, Polow
- 1808: Poly, Polyi, Polow
- 1863-1913: Pólyi
- 1920-1938: Poľov
- 1938-1945: Pólyi
- Vanaf 1945: Poľov

## Demografie
Het aantal inwoners gaat in stijgende lijn.
| Jaar | Inwoners | Nationaliteit                                                 |
| ---- | -------- | ------------------------------------------------------------- |
| 1910 | 550      | • Meerderheid: Hongaars. • Aanzienlijke Slowaakse minderheid. |
| 1938 | 707      |                                                               |
| 2003 | 1.072    |                                                               |
| 2009 | 1.088    |                                                               |
| 2011 | 1.107    | • Meerderheid: Slowaaks (1.048).                              |
| 2017 | 1.198    |                                                               |
| 2018 | 1.206    |                                                               |
| 2019 | 1.219    |                                                               |

Pol'ov heeft in 2019 een bevolkingsdichtheid van 94 inwoners per km² 

## Bezienswaardigheden

### Gebouwen

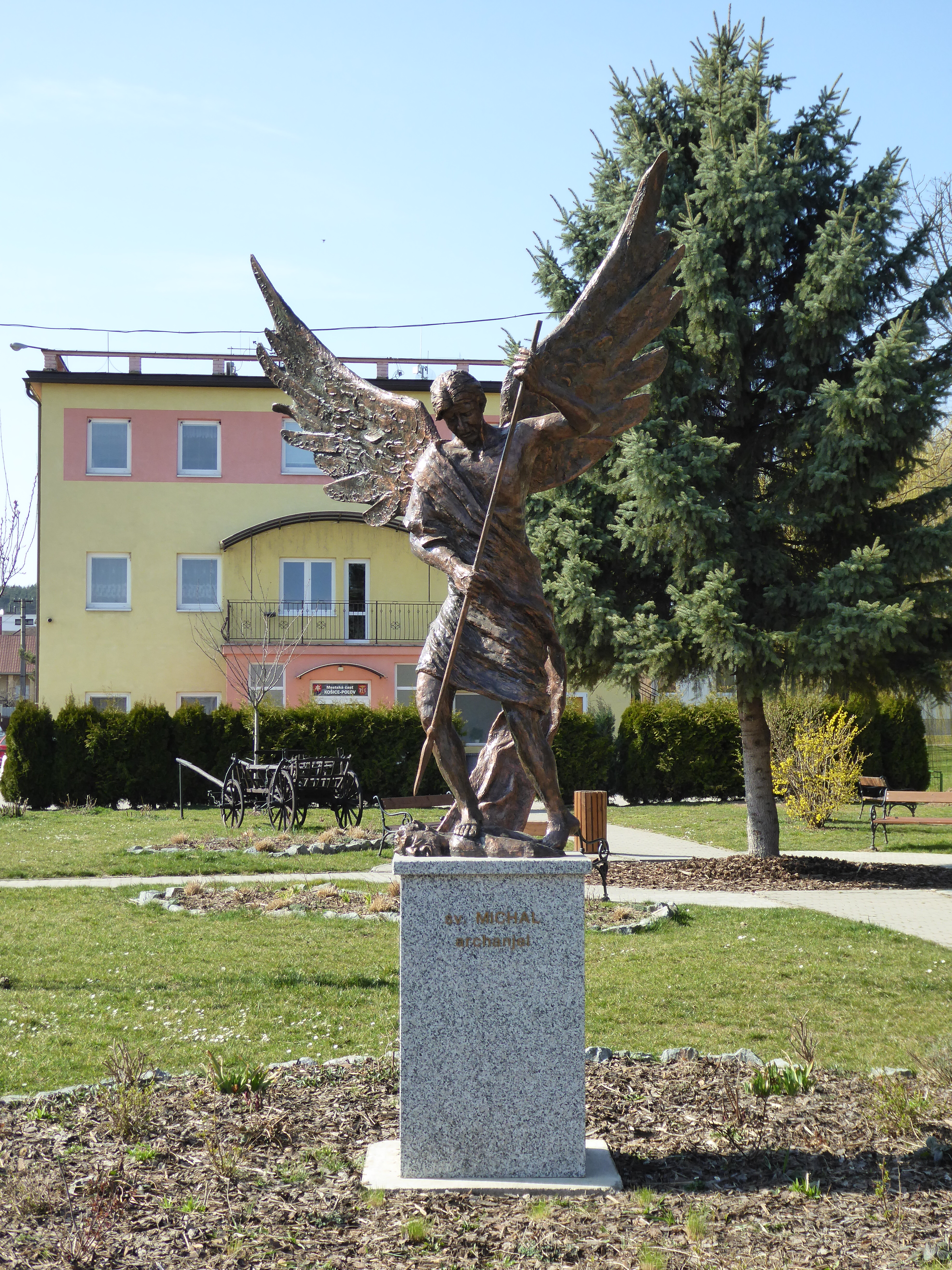
Beeld van de aartsengel Michaël aan de hoek van de Dolina ulica en de Pol'ovská ulica.

- Kerk van de aartsengel Michaël (Slowaaks: Kostol svätého Michaela Archanjela) (adres: Dolina ulica 4).

### Parken
- Detský park Lienka (Kinderpark Lienka).

## Openbaar vervoer

### Trein
Het station van Košice ligt op ongeveer 10,5 kilometer afstand. Daar zijn regelmatig verbindingen naar een grote verscheidenheid van bestemmingen, zowel naar binnen- als buitenland.

### Tram
Tramlijn 25 bedient het centrum van Poľov aan de halte « Pol'ov rázcestie ».

### Autobus
Autobuslijnen 21, 52 en N3 bedienen het centrum van Poľov aan de halte « Pol'ov rázcestie ».

## Externe koppeling
- (sk)  Officiële website van het stadsdeel Poľov
- (sk)  Cassovia
- (sk)  Website van de stad Košice (archief)
- (sk)  Officiële website van de stad Košice